# وزارة الهجرة واللجوء (اليونان)
وزارة الهجرة واللجوء اليونانيَّة، هي الهيئة الحكومية الرسمية التي تشرف على قضايا سياسة الهجرة واللجوء في اليونان. كما أنها تساهم وتنفذ السياسات الأوروبية بشأن الهجرة. وهي تتعاون مع وكالة الاتحاد الأوروبي للجوء، ومنظمة الهجرة الدولية والأمم المتحدة. كما تتلقى تمويلها من صندوق اللجوء والهجرة والاندماج، وصندوق الأمن الداخلي، والصندوق الأوروبي للتعافي والمرونة. تأسست وزارة الهجرة واللجوء في 15 يناير 2020. وتم إلغاء وزارة سياسة الهجرة في 8 يوليو 2019.
نيكولاوس باناجيوتوبولوس ‏ هو وزير الهجرة واللجوء الحالي، وصوفيا فولتيبسي هي نائبة الوزير المسؤولة عن قضايا الاندماج الاجتماعي.

## قائمة وزراء الهجرة واللجوء
| الاسم                    | الحكومة                              | الحزب         | الحزب               | فترة تولي المنصب | فترة تولي المنصب | فترة تولي المنصب  |
| الاسم                    | الحكومة                              | الحزب         | الحزب               | تولى المنصب      | غادر المنصب      | المدة             |
| ------------------------ | ------------------------------------ | ------------- | ------------------- | ---------------- | ---------------- | ----------------- |
| نوتيس ميتاراكيس ‏         | حكومة كيرياكوس ميتسوتاكيس الأولى ‏    |               | الديمقراطية الجديدة | 15 يناير 2020    | 26 مايو 2023     | 3 سنوات و132 أيام |
| دانيال إسدراس            | حكومة ليوانيس سارماس لتصريف الأعمال ‏ |               | مستقل               | 26 مايو 2023     | 27 يونيو 2023    | 33 أيام           |
| ديميتريس كيريدس ‏         | حكومة كيرياكوس ميتسوتاكيس الثانية ‏   |               | الديمقراطية الجديدة | 27 يونيو 2023    | 14 يونيو 2024    | 354 أيام          |
| نيكولاوس باناجيوتوبولوس ‏ | حكومة كيرياكوس ميتسوتاكيس الثانية ‏   | 14 يونيو 2024 | الديمقراطية الجديدة | شاغل المنصب      | 283 أيام         |                   |

## روابط خارجية
- وكالة الاتحاد الأوروبي للجوء
- المنظمة الدولية للهجرة
- مفوضية الأمم المتحدة السامية لشؤون اللاجئين (UNHCR)
- صندوق الأمم المتحدة الدولي للطوارئ للأطفال (اليونيسيف)
- وكالة الاتحاد الأوروبي للحقوق الأساسية